# Liste der Stolpersteine in Hessisch Oldendorf
Die Liste der Stolpersteine in Hessisch Oldendorf enthält die Stolpersteine, die im Rahmen des gleichnamigen Kunst-Projekts von Gunter Demnig in Hessisch Oldendorf verlegt wurden. Mit ihnen soll an die Opfer des Nationalsozialismus erinnert werden, die in Hessisch Oldendorf lebten und wirkten.

## Liste der Stolpersteine
| Name                    | Adresse           | Bild | Inschrift | Verlegedatum  | Biografie und Anmerkungen |
| ----------------------- | ----------------- | ---- | --- | ------------- | ------------------------- |
| David Blumenthal        | Lange Straße 25 · |      | Hier wohnte David Blumenthal Jg. 1877 unfreiwillig verzogen 1938 Bielefeld deportiert 1942 ermordet in Auschwitz                               | 17. Sep. 2021 |                           |
| Lina Blumenthal         | Lange Straße 25 · |      | Hier wohnte Lina Blumenthal geb. Grünewald Jg. 1879 unfreiwillig verzogen 1938 Bielefeld deportiert 1942 ermordet in Auschwitz                 | 17. Sep. 2021 |                           |
| Erich Blumenthal        | Lange Straße 25 · |      | Hier wohnte Erich Blumenthal Jg. 1908 Flucht 1939 England USA                                                                                  | 17. Sep. 2021 |                           |
| Lieselotte Blumenthal   | Lange Straße 25 · |      | Hier wohnte Lieselotte Blumenthal verh. Southam Jg. 1920 Flucht 1939 England                                                                   | 17. Sep. 2021 |                           |
| Julius Blumenthal       | Lange Straße 56 · |      | Hier wohnte Julius Blumenthal Jg. 1887 unfreiwillig verzogen 1938 Hannover 'Schutzhaft' 1938 Buchenwald deportiert 1941 ermordet in Riga       | 17. Sep. 2021 |                           |
| Else Blumenthal         | Lange Straße 56 · |      | Hier wohnte Else Blumenthal Jg. 1920 Flucht 1939 England USA                                                                                   | 17. Sep. 2021 |                           |
| Rosa Blumenthal         | Lange Straße 56 · |      | Hier wohnte Rosa Blumenthal geb. Pinkus Jg. 1889 unfreiwillig verzogen 1938 Hannover deportiert 1941 ermordet in Riga                          | 17. Sep. 2021 |                           |
| Louis Blumenthal        | Lange Straße 63 · |      | Hier wohnte Louis Blumenthal Jg. 1875 deportiert 1942 Ghetto Warschau ermordet                                                                 | 17. Sep. 2021 |                           |
| Martha Blumenthal       | Lange Straße 63 · |      | Hier wohnte Martha Blumenthal Jg. 1914 deportiert 1942 Ghetto Warschau ermordet                                                                | 17. Sep. 2021 |                           |
| Jenny Blumenthal        | Lange Straße 63 · |      | Hier wohnte Jenny Blumenthal geb. Hecht Jg. 1874 deportiert 1942 Ghetto Warschau ermordet                                                      | 17. Sep. 2021 |                           |
| Julie Blumenthal        | Lange Straße 77 · |      | Hier wohnte Julie Blumenthal geb. Sternberg Jg. 1866 unfreiwillig verzogen 1938 Wuppertal deportiert 1942 Theresienstadt ermordet in Treblinka | 17. Sep. 2021 |                           |
| Adolf Löwenstein        | Lange Straße 95 · |      | Hier wohnte Adolf Löwenstein Jg. 1898 misshandelt 1938 'Schutzhaft' 1938 Buchenwald tot an Haftfolgen 2.4.1939                                 | 23. März 2022 |                           |
| Max Löwenstein          | Lange Straße 95 · |      | Hier wohnte Max Löwenstein Jg. 1904 Flucht 1939 England USA                                                                                    | 23. März 2022 |                           |
| Julius Löwenstein       | Lange Straße 95 · |      | Hier wohnte Julius Löwenstein Jg. 1893 Flucht 1939 England USA                                                                                 | 23. März 2022 |                           |
| Hedwig Löwenstein       | Lange Straße 95 · |      | Hier wohnte Hedwig Löwenstein geb. Kronberg Jg. 1898 misshandelt 1938 Flucht 1939 England USA                                                  | 23. März 2022 |                           |
| Hans Günther Löwenstein | Lange Straße 95 · |      | Hier wohnte Hans Günther Löwenstein Jg. 1921 Flucht 1939 England USA                                                                           | 23. März 2022 |                           |
| Hermann Otto Löwenstein | Lange Straße 95 · |      | Hier wohnte Hermann Otto Löwenstein Jg. 1927 Flucht 1939 England USA                                                                           | 23. März 2022 |                           |